# Eliana Krawczyk
Pour les articles homonymes, voir Krawczyk.
Eliana María Krawczyk (née le 5 mars 1982 à Oberá, en Argentine et disparue le 15 novembre 2017) est une militaire appartenant à la marine argentine.
C'est la première femme officier sur sous-marin en Amérique du Sud et la première sous-marinière en Argentine et d'Amérique Latine. Elle fait partie des 44 membres d'équipage du sous-marin ARA San-Juan, disparu le 15 novembre 2017 au large de la péninsule Valdés.

## Biographie
C'est en 2002, alors que la Marine argentine venait de prendre la décision d'ouvrir ses portes aux femmes, qu'Eliana Krawczyk, après avoir pris connaissance de cette décision par une publicité, s'est enrôlée au bureau de recrutement de Posadas avant de rejoindre l'École militaire navale d'Ensenada.
Après sa formation, elle entre à l'École des sous-mariniers (qui n'avait encore accueilli aucune élève féminine), puis commence sa carrière d'active sur le sous-marin ARA Salta en 2012, avant de devenir Jefa de Armas sur le sous-marin ARA San Juan quatre ans plus tard. Début 2017, elle est promue lieutenant de vaisseau. En novembre 2017, elle assure la dernière mission du sous-marin San Juan, dans lequel elle disparaît avec le reste de l'équipage.